# Magnolia figo
Magnolia figo (Lour.) DC., 1817 è un arbusto appartenente alla famiglia delle Magnoliaceae.

## Descrizione

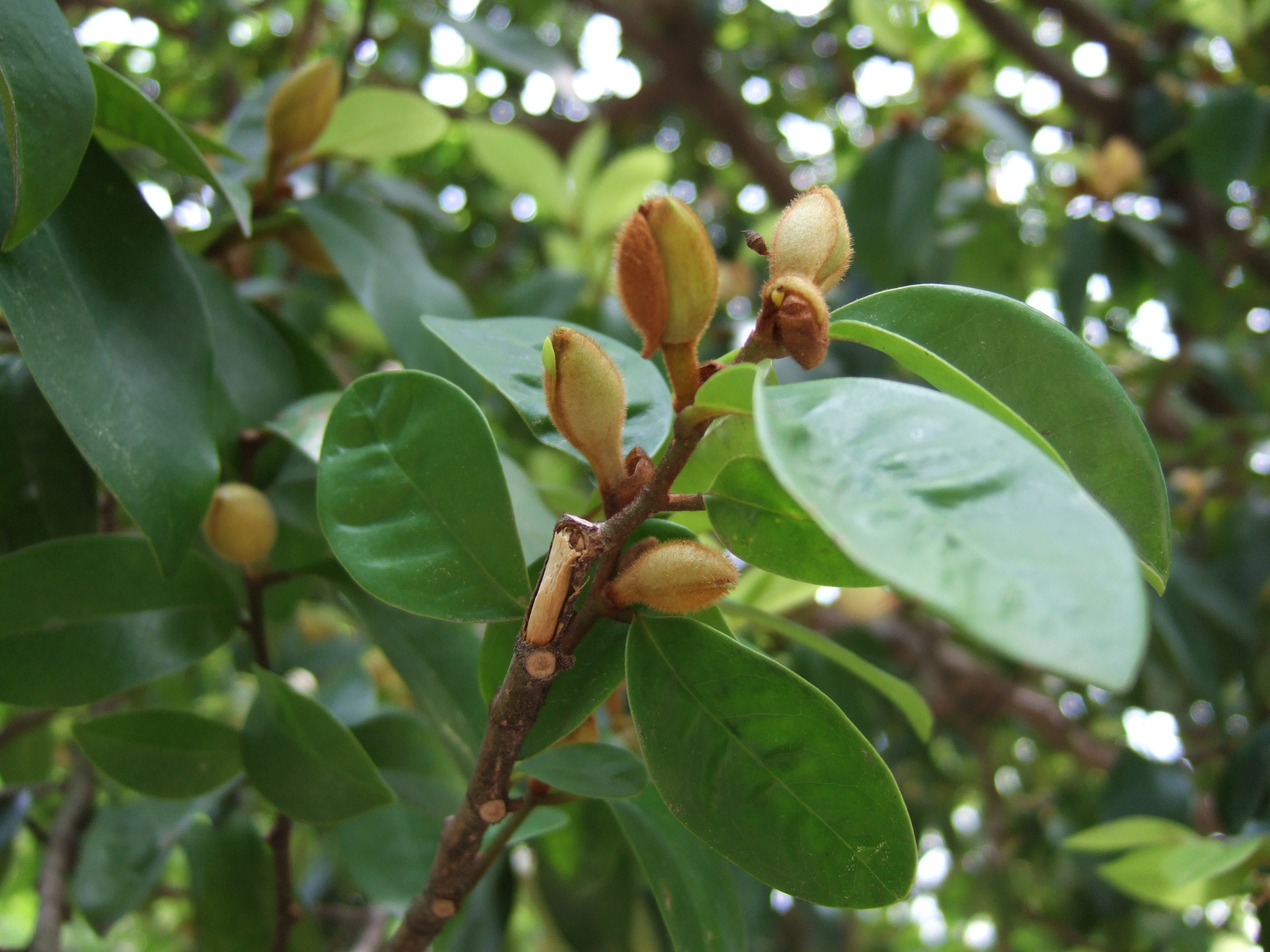
Boccioli
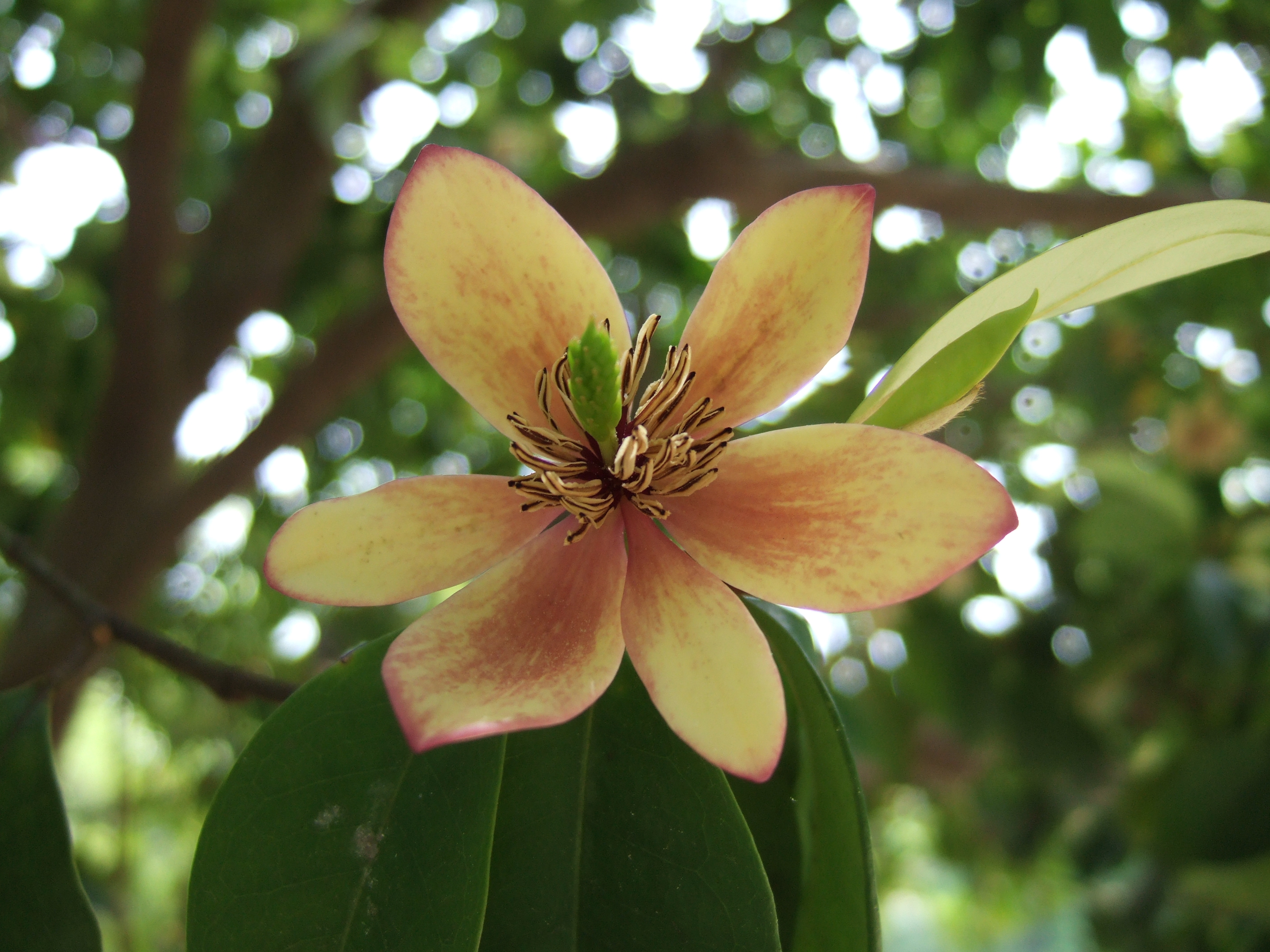
Fiore

## Distribuzione e habitat
La specie è diffusa nel sud-est della Cina e in Corea.